# 2010年扬加列车脱轨事故
2010年扬加列车脱轨事故是2010年6月21日发生在刚果（布）境内的一起铁路事故。列车脱轨并冲入沟壑。最初的报道称至少60人死亡、数百人失踪，估计死亡人数可能继续上升。截至2010年6月23日，死亡人数已上升至76人，受伤人数达745人。
1991年9月该国曾发生过类似事故，死亡100人，受伤300人，是该国历史上死亡人数最多的铁路事故。 根据《每日电讯报》统计的2002年以来铁路事故列表，本次铁路事故是2008年4月28日中国胶济铁路列车相撞事故（至少70人死亡）以来最严重的一起。

## 事故
事发时出事列车正从黑角经由刚果大洋铁路开往布拉柴维尔， 在距黑角约60公里、比林吉（Bilingi）和奇通迪（Tchitondi）之间的的扬加（Yanga）发生事故。有四节车厢脱轨，掉入沟壑中。当时报道至少51人死亡，另有12人受伤。
伤员和遗体被转移到相关地点。其中16人有生命危险。关于伤者的照片中，有大量肢体受伤和轮椅使用者。亲属聚集在黑角和多利西的火车站等待着亲人的最新消息。据称财产受到“严重”损失。

## 原因
事故原因尚未查明，但当局批评了超速行为。事故发生时的列车处于弯道。

## 反应
军队和红十字会人员进入始发区域援救相关人员。总统德尼·萨苏-恩格索在事发后召见了政府高层官员。
刚果共和国政府宣布全国哀悼三天。
根据政府的正式声明，事故死者后事的相关费用由政府承担。哀悼日从事故发生次周的周六开始。
经过昼夜抢修，6月23日，铁路恢复通车。